# Antoni Argilés Anton
Antoni Argilés Anton (Terrassa, 31 de desembre de 1931 - Terrassa, 21 d'agost de 1990) fou un jugador i entrenador català de futbol. Fou jugador de l'RCD Espanyol entre 1950 i 1962 i va completar tota la seva carrera al club perico. Amb 301 partits amb els colors blanc-i-blaus, Argilés és el segon futbolista amb més partits a la història de l'entitat, només al darrere de Raúl Tamudo. També va ser entrenador del club (la temporada 1968-69, en la qual va dirigir 26 partits oficials).

## Trajectòria
Va jugar la temporada 1949-50 amb el Terrassa FC, després de tres temporades en l'equip amateur, i va debutar amb el primer equip del Reial Club Deportiu Espanyol de Barcelona el 29 d'octubre de 1950, en el qual va jugar fins que es va retirar el 1964, excepte la temporada 1962-63, en la qual, amb l'equip a Segona, el club li demanà que renunciés als dos anys de contracte que li restaven. La següent temporada, Alejandro Scopelli li demanà que tornés, disputant la seva darrera temporada al club.
Jugador en la posició de lateral dret, va ser durant 44 anys el jugador amb més partits disputats al RCD Espanyol, amb un total de 301 partits, fins que el 13 de gener de 2008 Raül Tamudo iguala aquesta marca. Això sí, la marca de major nombre de minuts jugats amb el primer equip, 26.498 durant 13 temporades, car dels 301 partits, únicament en 3 d'ells no va poder acabar per lesió.
Va jugar cinc partits amb la selecció B de la Federació Espanyola de Futbol i quatre amb la selecció Catalana de Futbol.
Després de retirar-se, va treure's la llicència d'entrenador de futbol i va dirigir el Club de Futbol Badalona, Unió Esportiva Sant Andreu, Club Gimnàstic de Tarragona, Club Esportiu Europa i RCD Espanyol i va seguir vinculat a l'equip de veterans de l'Espanyol.
Antoni Argilés té dedicada una plaça a Terrassa.